# Brancourt-le-Grand
Brancourt-le-Grand è un comune francese di 556 abitanti situato nel dipartimento dell'Aisne della regione dell'Alta Francia.

## Storia

### Prima guerra mondiale
Dopo la battaglia delle Frontiere dal 7 al 24 agosto, di fronte alle perdite subite, lo Stato Maggiore francese decise di ritirarsi dal Belgio. Dal 28 agosto i tedeschi si impadronirono del villaggio e proseguirono la loro rotta verso ovest. Durante tutta la guerra, il villaggio si trovò arretrato rispetto al fronte, che si era stabilito a una quarantina di chilometri a ovest, verso Péronne. Da allora ebbe inizio l'occupazione tedesca del villaggio che durò fino all'ottobre 1918.
In questo periodo, gli abitanti conobbero la dura legge degli occupanti. Decreti del comando obbligavano, a data fissa, sotto la responsabilità del sindaco e del consiglio municipale, la popolazione a fornire, sotto pena di sanzioni: grano, uova, latte, carne e verdure destinate a nutrire i soldati del fronte. Tutte le persone valide dovevano effettuare lavori agricoli o di manutenzione. Nel settembre 1918 l'offensiva degli Alleati lungo la linea Hindenburg diede i suoi frutti. Le truppe tedesche cedevano terreno a poco a poco. Dopo la sanguinosa battaglia di Montbrehain, sostenuta dalle truppe australiane, furono i britannici e gli americani a sostenere la lotta contro i tedeschi.
L'8 ottobre 1918 Brancourt-le-Grand fu liberata dalla 30ª divisione statunitense, dopo duri combattimenti. I soldati americani e britannici caduti in questa battaglia riposano presso i rispettivi cimiteri di guerra a Bony.
La chiesa e alcune abitazioni subirono danni. A poco a poco gli abitanti rientrarono nelle loro case, ma la popolazione del villaggio di 1 040 abitanti nel 1911, ne 1921 non superava gli 819.
Il 17 ottobre 1920, viste le sofferenze patite dalla popolazione negli anni d'occupazione tedesca e i danni ai fabbricati, il comune si vide riconoscere la Croix de guerre 1914-1918.

### Simboli
Nello stemma sono rappresentati: una colomba, attributo di san Remigio patrono della parrocchia; i pastorali dei canonici regolari premostratensi dell'abbazia di San Martino che fondò il paese; le spighe di grano simbolo dell'agricoltura.

## Società

### Evoluzione demografica
Abitanti censiti